# Pedro Fernandes da Alcáçova
Pedro Fernandes da Alcáçova foi um militar e administrador português.

## Família
Filho de Fernão da Alcáçova e de sua mulher.

## Biografia
Foi Escrivão da Fazenda de D. Afonso V de Portugal, o qual serviu na Tomada de Alcácer Ceguer e também nos lugares de África, em pessoa, com homens e armas, e todas as vezes que o monarca passou a África para combater os mouros, o acompanhou e serviu com muito amor, aturada e honradamente, com gastos de navios, armas e homens. 
Quando o mesmo Rei e seu filho, o Príncipe D. João, foram à Tomada de Tânger e de Arzila, acompanhou-os Pedro Fernandes da Alcáçova, a quem o soberano revelara primeiramente o desejo de tomar os referidos lugares e o enviara ao Rei de Fez para obter as informações precisas para tais conquistas, do que ele deu boa e certa informação, apontando ao Rei ainda outros ardis para a sua tomada. Por confiar D. Afonso V da descrição feita por Pedro Fernandes da Alcáçova é que se resolveu a passar a África para realizar tal intento e conquistou Tânger, Arzila e Alcácer Ceguer. 
Pelo merecimento de armas, honra e maior glória de Pedro Fernandes da Alcáçova o armou aí Cavaleiro. Com grandes despesas de homens, cavalos e armas serviu os dois Reis na entrada e guerra de Castela e noutras coisas do Reino, de muito segredo e confiança. 
Foi também Escrivão da Fazenda de D. João II de Portugal e Cavaleiro da Casa deste último, que a 14 de Janeiro de 1491 lhe deu Carta de Brasão de Armas, de Mercê Nova, em remuneração de todos os seus feitos e serviços. 
As suas Armas são: de azul, com uma alcáçova com três muralhas e cinco torres tudo de prata, aberta, iluminada e lavrada de negro; timbre: a alcáçova do escudo. 
Foi sepultado no Convento dos Franciscanos do termo de Alverca, fundado em 1546 por seu neto, D. Pedro de Alcáçova Carneiro, 1.º Conde de Idanha-a-Nova, na capela maior da parte do Evangelho, com o seguinte letreiro sobre a sepultura: 
Sepultura de Pedro Alcaçova e de Mª Fz Sotomayor sua m.er 

## Casamentos e descendência
Casou primeira vez com Leonor Álvares (Coutinho?), já viúva de Vasco Lourenço, de quem foi segundo marido, sem geração.
Casou segunda vez com Maria Fernandes de Sottomayor, filha de Mestre Fernando e de sua mulher, de quem teve um filho e três filhas: 
- Fernão de Alcáçova (falecido em 1546), casado com Brianda de Anaia, filha de Pedro de Anaia, fidalgo castelhano, e de sua mulher Catarina Nunes do Carvalhal, sem geração. Fernão de Alcáçova foi provedor da Fazenda da Índia no mandato do governador Lopo Soares de Albergaria, e depois escrivão da fazenda de D. João III. Por não ter filhos, deixou todos os seus bens, antes de falecer em 1546, ao seu sobrinho D. Pedro de Alcáçova Carneiro, com a obirgação de este fundar o acima referido convento de Alverca.[1]
- Brites da Alcáçova, casada com António Carneiro, donatário da Ilha do Príncipe, por seis cartas régias de março e abril de 1500,[2] com geração; deles descenderam os Alcáçova Carneiro, que tiveram papéis preponderantes na política e foram Condes de Idanha-a-Nova (por alvará de 01.08.1582 e carta de 02.01.1584)[2], Condes da Ilha do Príncipe (por carta de 04.02.1640),[2]  e alcaides de Campo Maior e Ouguela,[5] entrando por aliança em todas as grandes Casas do Reino
- Margarida da Alcáçova, casada com João da Fonseca, 1.º Senhor das Ilhas de Santo Antão, Corvo e Flores, com geração
- Isabel da Alcáçova (? - d. 1525), casada com Francisco de Matos, com geração